# Polski język migowy
Polski język migowy (PJM) – język migowy, którym posługują się Głusi w Polsce, stanowiący ich naturalny język komunikacji. Jest to język wizualno-przestrzenny. Od 1 kwietnia 2012 roku na mocy „Ustawy o języku migowym” (Dz.U. z 2011 r. nr 209, poz. 1243) osoby głuche w Polsce mogą deklarować Polski Język Migowy jako wybraną przez siebie formę komunikowania się.
PJM jest w Polsce pierwszym językiem dzieci, których obydwoje rodzice są głusi. Jest powiązany z francuskim językiem migowym utworzonym przez Charlesa-Michela de L’Épée, który jako pierwszy rozpoznał naturalny język głuchych. Wykorzystuje jednoręczny alfabet manualny starofrancuskiego języka migowego. W Polsce według szacunków językiem migowym posługuje się od 40 do 50 tysięcy osób, dla których jest to język podstawowy, ojczysty. Większość z nich ma uszkodzony słuch w stopniu głębokim. Według Spisu Powszechnego 2021, spośród mieszkańców Polski, 9 267 osób posługiwało się PJM w domu, czyli mniej niż norweskim czy szwedzkim ale więcej niż romskim czy łemkowskim.

## Historia

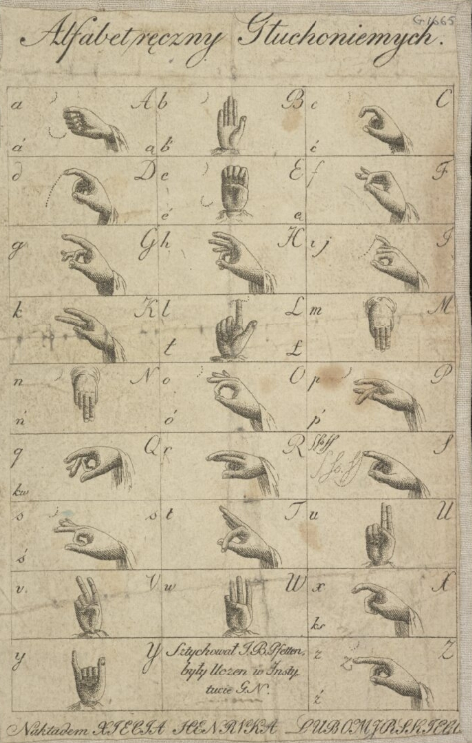
Alfabet języka migowego naszkicowany przez ucznia IGN i wydany nakładem księcia Henryka Lubomirskiego (XIX w.).

Pierwsze wzmianki dotyczące polskiego języka migowego pojawiły się w drugiej dekadzie XIX wieku. W roku 1817 ks. Jakub Falkowski założył w Warszawie w Pałacu Kazimierzowskim Instytut Głuchoniemych i Ociemniałych. Stworzyło to możliwość edukacji osób niesłyszących w ich naturalnym języku. Instytut Głuchoniemych został później przeniesiony na plac Trzech Krzyży, gdzie funkcjonuje do dziś. Wczesne obserwacje i analizy języka głuchych w Polsce nie nazywanego wówczas jeszcze polskim językiem migowym zostały zawarte w pierwszym słowniku języka migowego wydanym w roku 1879 (J. Hollak, T. Jagodziński, Słownik mimiczny dla głuchoniemych i osób z nimi styczność mających, Warszawa 1879).
Polski język migowy wykorzystuje jednoręczny alfabet manualny starofrancuskiego języka migowego, przez co wydaje się być powiązany z francuskim językiem migowym. Może też mieć cechy wspólne z rosyjskim i niemieckim językiem migowym, co jest związane z historią Polski z okresu zaborów, gdy rusyfikacja i germanizacja znacząco wpływały na język polski, a także może posiadać zapożyczenia z języka migowego używanego w zaborze austriackim.   
Przez ponad 100 lat, od połowy XIX w. do połowy lat 80. XX wieku, w edukacji głuchych dominowała doktryna oralistyczna. Według niej głusi mieli uczyć się czytać z ust. Niesłyszącym zakazywano migania, a w szkołach zdarzały się przypadki wiązania rąk, by tej praktyce przeszkodzić. Stąd wielu głuchych uważa, że język migowy był marginalizowany przez osoby słyszące chcące narzucić swoje poglądy na komunikację głuchych.
W roku 1984 Wacław Kur, zajmujący się edukacją głuchych w ministerstwie oświaty, pojechał do Sztokholmu, gdzie w szkole dla głuchych zobaczył nauczanie językiem migowym i jego zdecydowanie lepsze wyniki od nauki czytania z ust. Po powrocie pozwolił pomocniczo wprowadzić system językowo-migowy w nauczaniu głuchych mowy. Zaczęto również wówczas nauczycieli uczyć systemu językowo-migowego. Nie wprowadzono jednak do szkół polskiego języka migowego. Skutkiem tego do środowiska osób niesłyszących wprowadzono sztuczny  system komunikacji będący formą hybrydową znaków migowych z językiem polskim kodowanym manualnie.
Nie istnieją programy nauczania polskiego języka migowego, ani też standardy obowiązujące nauczycieli tego języka, przez co niesłyszący uczeń nie ma możliwości poznawania i rozwijania w szkole umiejętności posługiwania się własnym językiem naturalnym. Początki profesjonalnego przygotowania zawodowego w zakresie translacji polskiego języka migowego miały miejsce dopiero w roku 2008 na Uniwersytecie Warszawskim.
Inicjatorem wprowadzenia nazwy „polski język migowy” był Michael Farris, pracownik Instytutu Językoznawstwa na UAM w Poznaniu, który użył jej w swojej pracy Sign language research and Polish Sign Language z 1994 roku („Lingua Posnaniensis” 1994, nr 36). Aż do lat 90. XX wieku nie prowadzono badań naukowych nad polskim językiem migowym. Pracownia Lingwistyki Migowej (PLM) Wydziału Polonistyki Uniwersytetu Warszawskiego jest jedną z czterech największych baz na świecie zbierających dane migowe, obok baz języka australijskiego, niemieckiego i brytyjskiego. Do marca 2014 roku PLM zidentyfikowała w PJM 6610 leksemów, występujących w korpusie ponad 200 tysięcy użyć. W oparciu o ten zbiór powstał Korpusowy słownik polskiego języka migowego, który przedstawia wieloznaczność znaków migowych oraz ich użycie w konkretnym kontekście. Pracownia w ramach współpracy z Ministerstwem Edukacji Narodowej przygotowuje podręczniki do nauki języka migowego.
Dla głuchych Polaków posługujących się polskim językiem migowym jako językiem ojczystym język polski jest językiem obcym, który poznają tylko w jakimś stopniu. Stąd choć potrafią pisać w języku polskim, robią oni błędy gramatyczne typowe dla obcokrajowców.
Część głuchych nie jest w stanie w ogóle nauczyć się fonicznego języka polskiego. Obecnie niektórzy uważają, że wymaganie od głuchych stosowania metody oralnej (mówienie, odczytywanie słów z ruchu warg) jest formą przemocy, polegającej na niszczeniu kultury, porównywalnej do wynaradawiania rdzennych mniejszości w Kanadzie.

## Struktura gramatyczna PJM
Przez długi czas w Polsce języki migowe uchodziły za języki prymitywne, pozbawione zasad gramatyki. W rzeczywistości PJM, podobnie jak inne języki migowe, tworzy system o własnej, odmiennej od polskiej, strukturze gramatycznej. Wbrew obiegowym poglądom za pomocą migowego da się wypowiedzieć złożone pojęcia w każdym temacie znanym osobom słyszącym.

### Fonologia
W PJM nie ma dźwiękowych odpowiedników fonemów; są natomiast ich realizacje wizualne. Można więc mówić o fonemach PJM jako abstrakcyjnych reprezentacjach wiązek cech dystynktywnych. Według niektórych autorów nie należy jednak mówić o istnieniu fonemów w PJM, a jedynie o istnieniu izolowanych cech dystynktywnych (diakrytów), które bezpośrednio uczestniczą w formowaniu morfemów. Byłaby to zatem swoista fonologia diakrytów, a nie fonologia fonemów.

### Morfologia
PJM ma bogatą morfologię, zarówno fleksję, jak i derywację. PJM ma mechanizmy fleksyjne zarówno analityczne, jak i syntetyczne. Kategorie fleksyjne są tu zgoła odmienne niż w polszczyźnie: nie ma przypadka, słabo rozwinięta jest kategoria osoby agensa. Do charakterystycznych, swoistych kategorii fleksyjnych PJM należą: kategoria osoby obiektu, kategoria inkluzywności-ekskluzywności, kategoria klasy. Według niektórych autorów nie należy mówić o klasie jako osobnej kategorii fleksyjnej, tylko o wyspecjalizowanej części mowy – klasyfikatorze (rozumianym jednak odmiennie niż klasyfikatory w językach fonicznych).

### Składnia
Jeśli chodzi o składnię, to w zdaniach dłuższych dominuje szyk SVO z modyfikatorami dodawanymi na końcu. W zdaniach krótkich pojawia się też szyk SOV. Relacje między zdaniami składowymi zdań złożonych komunikowane są za pomocą specjalnych morfemów mimicznych.

### Niemanualność
Ważną rolę w komunikatach PJM odgrywają elementy niemanualne, w szczególności: położenie tułowia i głowy (odchylenia, zwroty) oraz mimika. Występowanie tych elementów należy do języka (jest zgramatykalizowane).

### Symultaniczność/synchroniczność
Trudności w rozgraniczeniu fonologii, morfologii i składni w PJM związane są między innymi z nieco inną niż w językach fonicznych strukturą komunikatów w tym języku. Dzięki funkcjonalnej niezależności artykulatorów takich jak np. dłoń lewa, dłoń prawa czy twarz, możliwe jest równoczesne nadawanie kilku znaków. W wielu przypadkach sposób łączenia tych znaków jest ściśle określony przez reguły gramatyczne.

## Badania naukowe nad PJM

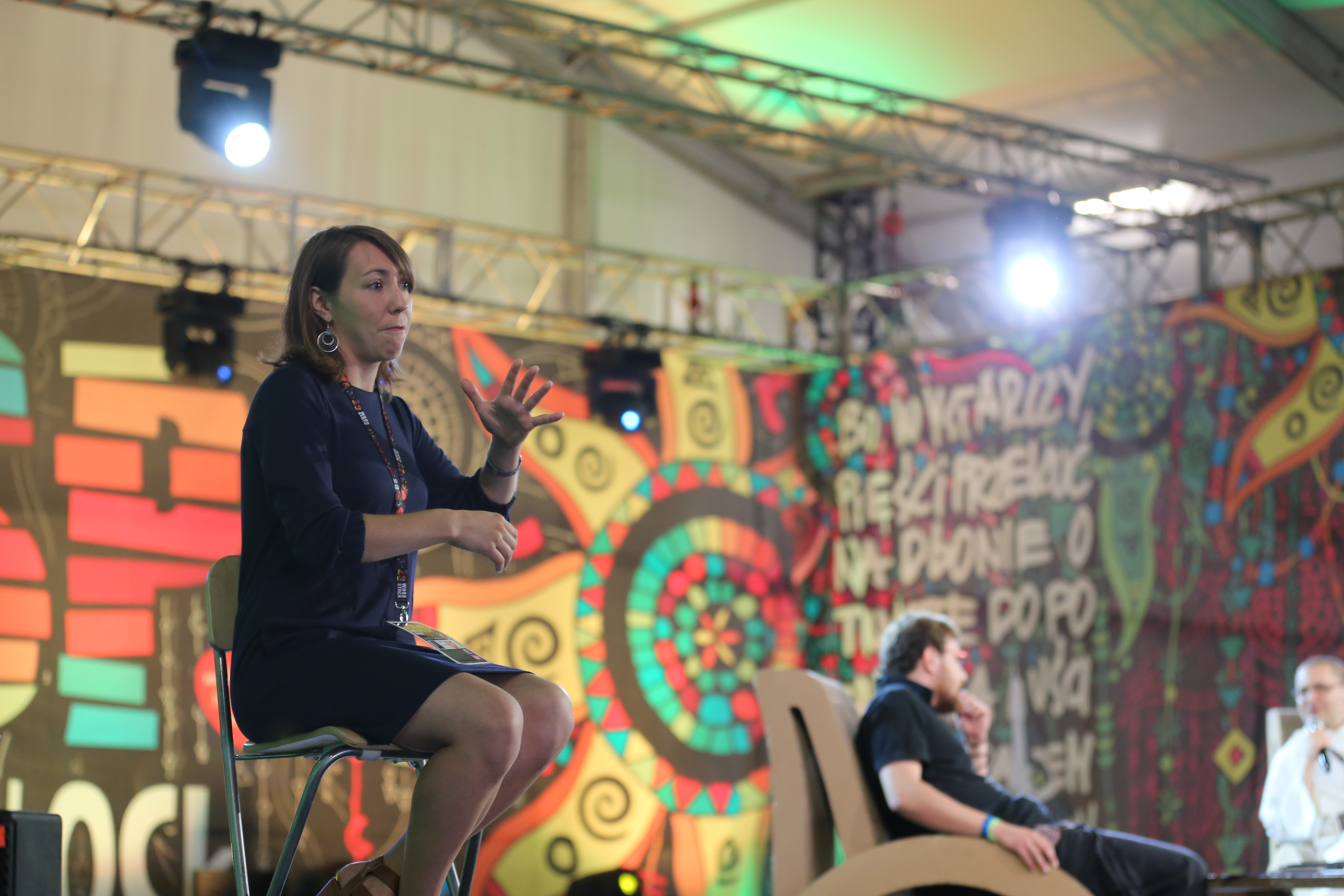
Język migowy na Przystanku Woodstock w 2017 r.

Naukowe badania nad PJM rozpoczęto stosunkowo niedawno, z wieloletnim opóźnieniem w stosunku do badań nad językami migowymi w krajach zachodnich. Nazwa Polski Język Migowy i skrót PJM zostały wprowadzone do badań językoznawczych w 1994 przez Michaela A. Farrisa (Uniwersytet Adama Mickiewicza w Poznaniu) w pierwszym tekście lingwistycznym poświęconym temu językowi. Od tego czasu ukazały się kolejne artykuły tego autora, a także autorstwa członków powstałej w drugiej połowie lat 90. grupy badawczej pracującej pod kierunkiem Marka Świdzińskiego na Uniwersytecie Warszawskim. Wszystkie dotychczasowe prace zawierają jedynie cząstkowe opisy struktury gramatycznej PJM.
Nieliczne powstałe przed 1994 rokiem pretendujące do naukowości teksty z „polskim językiem migowym” w tytule zawierały w istocie uwagi na temat systemu językowo-migowego (przede wszystkim książki Bogdana Szczepankowskiego i Jacka Perlina). PJM jako problem badawczy został rozpoznany dopiero w połowie lat 90. XX wieku.
Na Uniwersytecie Warszawskim Wydział Polonistyki prowadzone są studia magisterskie z zakresu Filologii Polskiego Języka Migowego. Są to jedyne studia realizujące kształcenie w tym zakresie i pozwalające na uzyskanie kwalifikacji językowych na poziomie C1 (w skali ESOKJ).